# 圣阿尔班 (莱茵兰-普法尔茨州)
圣阿尔班是德国莱茵兰-普法尔茨州的一个市镇。总面积5.46平方公里，总人口323人，其中男性157人，女性166人（2011年12月31日），人口密度59人/平方公里。